# Paul s'en va
Paul s'en va è un film del 2004 diretto da Alain Tanner.